# Rivière Louvicourt
Rivière Louvicourt är ett vattendrag i Kanada.   Det ligger i provinsen Québec, i den sydöstra delen av landet, 300 km norr om huvudstaden Ottawa. Rivière Louvicourt ligger vid sjöarna  Lac Endormi Lac Kâminitigok Lac Tiblemont Lac Trivio och Petit lac Obaska.
I omgivningarna runt Rivière Louvicourt växer i huvudsak blandskog. Trakten runt Rivière Louvicourt är nära nog obefolkad, med mindre än två invånare per kvadratkilometer.